# Ахен-Нойс-Дюссельдорфская железнодорожная компания
Ахен-Нойс-Дюссельдорфская железнодорожная компания (нем. Aachen Neuß Düsseldorfer Eisenbahn Gesellschaft) — существовавшая в Пруссии в конце XIX века железнодорожная компания по строительству линии Ахен — Мёнхенгладбах — Нойс — Дюссельдорф.

## История
Компания основана в 1845 году. Инициатором создания выступил активный ахенский предприниматель, банкир и страховой магнат Давид Ганземан, до этого уже имевший опыт участия в строительстве линии Ахен-Кёльн и принадлежавший к наиболее энергичным покровителям строительства новых железных дорог в прирейнских землях. Экономической целью проекта являлась необходимость связывания промышленности региона города Ахен и горношахтного района (шахты Voccart, Laurweg) долины реки Вурм (приток реки Рур к северу от Ахена) с речными пристанями Рейна в Нойсе и Дюссельдорфе.
21 августа 1846 года между вступило в силу концессионное соглашение между Пруссией и новой ж. д. компанией о строительстве и эксплуатации линии железной дороги Ахен- Нойс-Дюссельдорф. В полном объёме участок магистрали вступил в эксплуатацию в октябре 1854 года.
Поскольку железнодорожного моста в то время в Дюссельдорфе не было, то конечной пассажирской станцией у Дюссельдорфа стал вокзал в Оберкасселе на площади Бельзен (Belsenplatz). Товарные составы доходили почти до самого Рейна (грузовая станция «Рейн» (Rheinstation) в районе современных улицы Маркграфен-штрассе (Markgrafenstraße) и Брендамур-штрассе (Brend‘amourstraße) Оберкасселя. Отсюда товар перегружался на телеги и по наплавному мосту переправлялся в Дюссельдорф.
До времени пуска железной дороги в эксплуатацию Ахен-Нойс-Дюссельдорфская ж. д. компания не дожила. 1 апреля 1850 года она слилась с Рурско-Крефельд-Гладбахской железнодорожной компанией, образовав «Королевскую дирекцию Ахен-Дюссельдорф Рурской железной дороги» (Königliche Direktion der Aachen-Düsseldorf-Ruhrorter Eisenbahn).